# Liste der Biografien/Halv
Liste der Biografien |
Portal Biografien |
Personensuche
# |
A |
B |
C |
D |
E |
F |
G |
H |
I |
J |
K |
L |
M |
N |
O |
P |
Q |
R |
S |
T |
U |
V |
W |
X |
Y |
Z |
?
 
Ha |
Hd |
He |
Hi |
Hj |
Hk |
Hl |
Hm |
Hn |
Ho |
Hr |
Hs |
Ht |
Hu |
Hv |
Hw |
Hy
 
Haa |
Hab |
Hac |
Had |
Hae–Haf |
Hag |
Hah |
Hai |
Haj |
Hak |
Hal |
Ham |
Han |
Hao |
Hap |
Haq |
Har |
Has |
Hat |
Hau |
Hav |
Haw |
Hax |
Hay |
Haz
 
Hala |
Halb |
Halc |
Hald |
Hale |
Half |
Halg |
Halh |
Hali |
Halj |
Halk |
Hall |
Halm |
Halo |
Halp |
Hals |
Halt |
Halu |
Halv |
Halw |
Haly |
Halz
Die Liste der Biografien führt alle Personen auf, die in der deutschsprachigen Wikipedia einen Artikel haben. Dieses ist eine Teilliste mit 41 Einträgen von Personen, deren Namen mit den Buchstaben „Halv“ beginnt.

## Halv

### Halva
- Halvardsson, Jan (* 1976), schwedischer Skispringer
- Halvari, Mika (* 1970), finnischer Kugelstoßer
- Halvarsson, Ella (* 1999), schwedische Biathletin
- Halvarsson, Jan (1942–2020), schwedischer Skilangläufer
- Halvarsson, Lars-Göran (* 1961), schwedischer Skirennläufer

### Halvd
- Halvdan Svarte, norwegischer Adliger
- Halvdanarson, Dagfinnur, Løgmaður der Färöer

### Halve
- Halver, Konrad (1944–2012), deutscher Schauspieler, Hörspielmacher und Synchronsprecher
- Halveren, Hermann, deutscher Jurist und Gesandter bei den Westfälischen Friedensverhandlungen
- Halverkamps, Antonia-Johanna (* 2000), deutsche Fußballspielerin
- Halverson, Courtney (* 1989), US-amerikanische Schauspielerin
- Halverson, Richard C. (1916–1995), US-amerikanischer Geistlicher der Presbyterian Church, Kaplan des US-Senats (1981–1994)

### Halvo
- Halvorsen, Asbjørn (1898–1955), norwegischer Fußballspieler
- Halvorsen, Birger (1905–1976), norwegischer Hochspringer
- Halvorsen, Einfrid (* 1937), norwegische Politikerin
- Halvorsen, Eirik (* 1975), norwegischer Skispringer
- Halvorsen, Espen Enger (* 1990), norwegischer Skispringer
- Halvorsen, Finn (* 1947), norwegischer Skispringer
- Halvorsen, Gail (1920–2022), US-amerikanischer PilotGail Halvorsen (1920–2022)

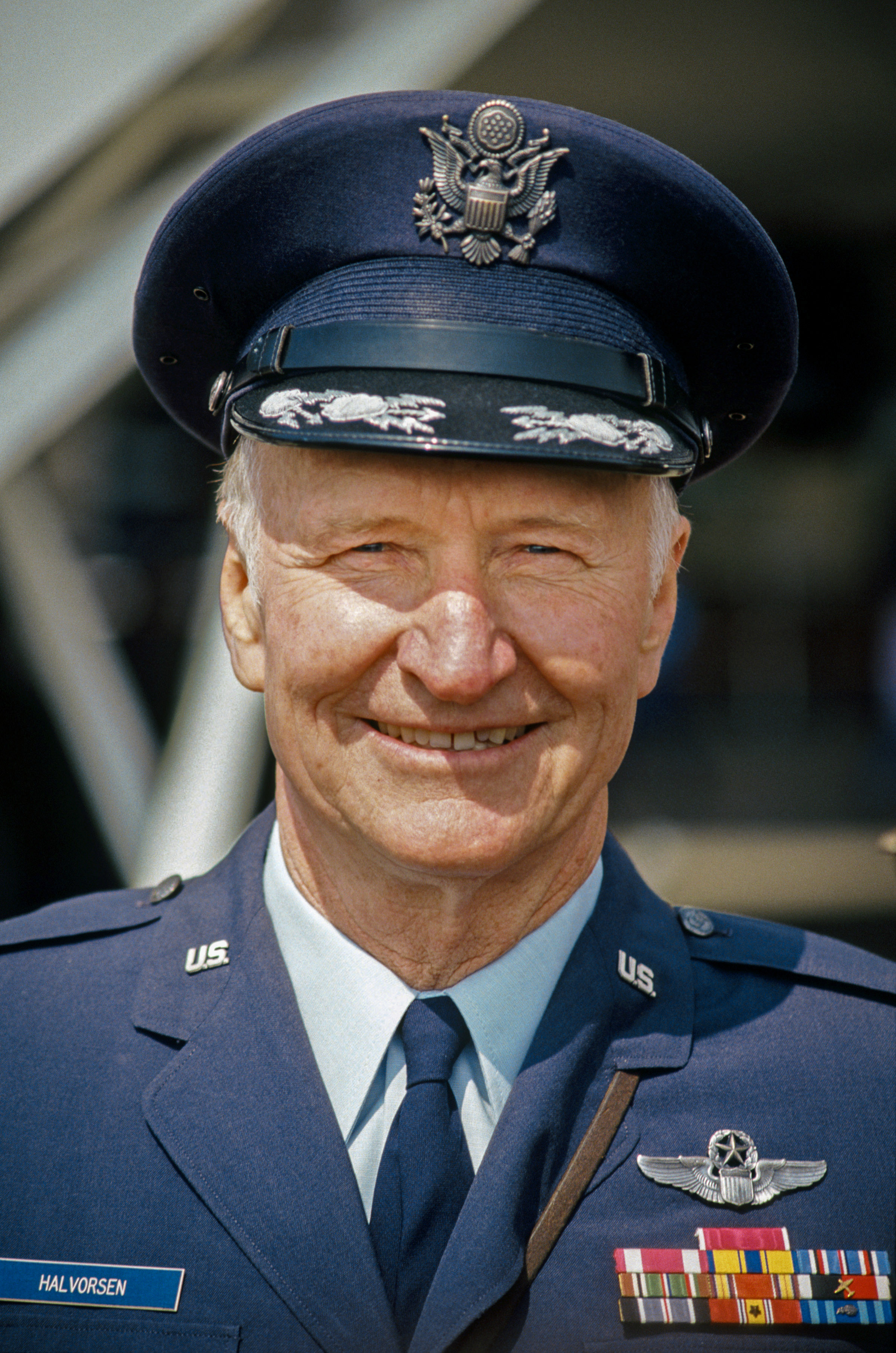
Gail Halvorsen (1920–2022)

- Halvorsen, Gunnar (1945–2006), norwegischer Politiker, Mitglied des Storting
- Halvorsen, Haldis (1889–1936), norwegische Opernsängerin (Mezzosopran)
- Halvorsen, Hannah (* 1998), US-amerikanische Skilangläuferin
- Halvorsen, Harald (1878–1965), norwegischer Turner
- Halvorsen, Jan-Halvor (* 1963), norwegischer Fußballspieler und -trainer
- Halvorsen, Johan (1864–1935), norwegischer Violinist, Komponist und DirigentJohan Halvorsen (1864–1935)

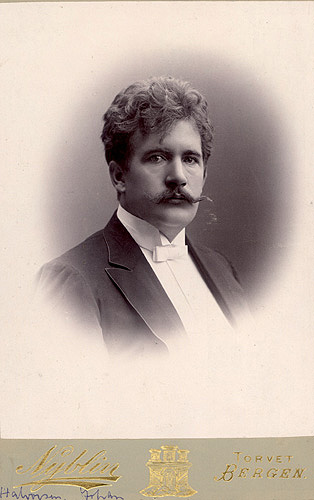
Johan Halvorsen (1864–1935)

- Halvorsen, Kristin (* 1960), norwegische Politikerin (SV), Mitglied des Storting
- Halvorsen, Kristoffer (* 1996), norwegischer Radsportler
- Halvorsen, Leif (1887–1959), norwegischer Komponist, Geiger und Dirigent
- Halvorsen, Mette (* 1965), norwegische Curlerin
- Halvorsen, Monica (* 1977), norwegische Badmintonspielerin
- Halvorsen, Otto Bahr (1872–1923), norwegischer Jurist und Politiker (Høyre), Mitglied des Storting
- Halvorsen, Stein Grieg (1909–2013), norwegischer Theaterschauspieler
- Halvorsen, Stein Johan Grieg (* 1975), norwegischer Filmkomponist und Schauspieler
- Halvorsen, Tor (1930–1987), norwegischer Gewerkschafter und Politiker
- Halvorsen, Walther (1887–1972), norwegischer Maler, Kunsthändler, Journalist, Ausstellungskurator und Mäzen
- Halvorson, Debbie (* 1958), US-amerikanische Politikerin
- Halvorson, Gary, US-amerikanischer Regisseur
- Halvorson, Kittel (1846–1936), US-amerikanischer Politiker
- Halvorson, Mary (* 1980), US-amerikanische Jazzgitarristin
- Halvorson, Robert (* 1952), US-amerikanischer Bauingenieur
- Halvorssen Mendoza, Thor Leonardo (* 1976), venezolanischer Menschenrechtsaktivist und Filmproduzent